# Chang Tae-il
Chang Tae-il (* 10. April 1965 in Damyang County, Südkorea) ist ein ehemaliger südkoreanischer Boxer im Superfliegengewicht.

## Profikarriere
1981 begann er seine Profikarriere und boxte in seinem Debütkampf nur unentschieden. Am 17. Mai 1987 kämpfte er gegen Kwon Soon-chun um den Weltmeistertitel des Verbandes IBF und siegte durch geteilte Punktrichterentscheidung. Diesen Titel verlor er allerdings bereits in seiner ersten Titelverteidigung im Oktober desselben Jahres an Elly Pical nach Punkten. 
1989 beendete er seine Karriere.